# Kornmarkt 6 (Quedlinburg)

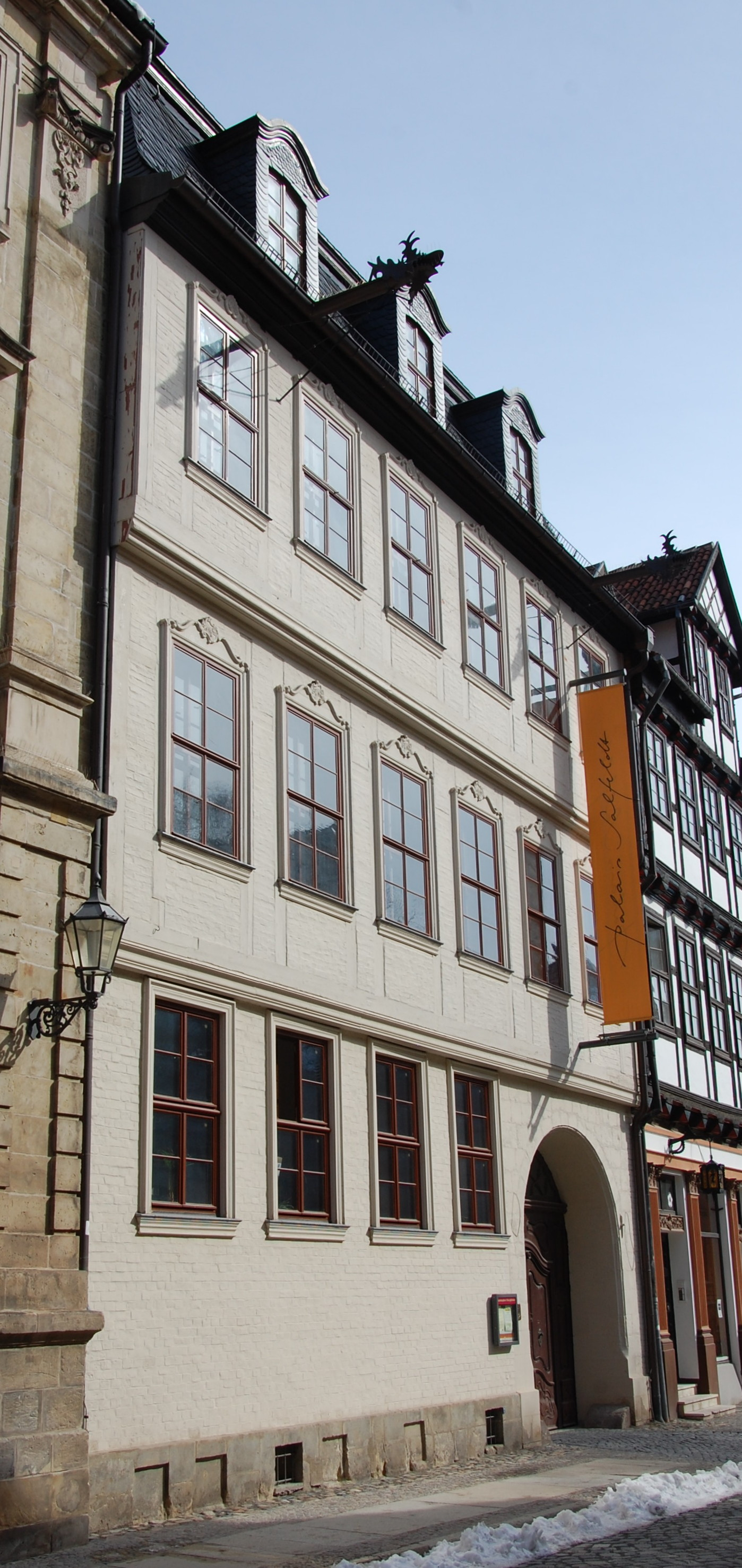
Haus Kornmarkt 6

Das Haus Kornmarkt 6  ist ein denkmalgeschütztes Gebäude in der Stadt Quedlinburg in Sachsen-Anhalt. 

## Lage
Es befindet sich nördlich des Marktplatzes der Stadt und gehört zum UNESCO-Weltkulturerbe. Im Quedlinburger Denkmalverzeichnis ist es als Kaufmannshof eingetragen. Westlich grenzt das gleichfalls denkmalgeschützte Salfeldsche Palais, östlich das Haus Kornmarkt 7 an.

## Architektur und Geschichte
Das dreigeschossige Fachwerkhaus entstand nach einer Bauinschrift im Jahr 1732, wobei das Erdgeschoss in massiver Bauweise errichtet wurde. In seinem Kern geht das Gebäude jedoch bereits auf das Jahr 1660 zurück. Es verfügt zur Straße hin über sechs Achsen. Die Fensterverdachungen sind im Stil des Rokoko ausgeführt. Bedeckt ist das Gebäude mit einem Mansarddach, in welches Gaupen eingefügt sind. Die Flügel des Tors sind beschnitzt. Von der Tordurchfahrt aus führen barocke, auf die Jahre 1732 und 1735 datierte Treppen in das Gebäude.
Im Gebäudeinneren finden sich original erhaltene Türen sowie Stuckdecken und Kamine.
Auf dem Hof des Anwesens steht ein großer aus Backstein errichteter dreigeschossiger Speicher. Es handelt sich um den einzigen barocken Backsteinspeicher Quedlinburgs. Das Erdgeschoss des Speichers verfügt über auf Pfeilern ruhende Kreuzgewölbe. Die Fenster sind als Korbbogen gearbeitet. Ein Zwerchhaus mit Ladeluke und Flaschenzug stammt aus dem 18. Jahrhundert. Auf der Ostseite des Hofs befindet sich ein Wohngebäude. Das Fachwerk des Gebäudes stammt bereits aus dem 17. Jahrhundert, massiv ausgeführte Teile aus dem 18. Jahrhundert. Der Westflügel entstand als Fachwerkbau und stammt ebenfalls aus dem 17. und 18. Jahrhundert.
Das Gebäude sowie das angrenzende Salfeldtsche Palais wurden 1997 von der Deutschen Stiftung Denkmalschutz gekauft und umfassend saniert.